# Weber Food Technology
Die Weber Food Technology SE & Co. KG ist ein deutsches Unternehmen, das Schneide- und Verpackungs-Linien für die lebensmittelverarbeitende Industrie, im Speziellen für den Bereich Aufschnitt aller Art, entwickelt und produziert. Das 1981 gegründete Familienunternehmen hat seinen Sitz in Breidenbach und ist Muttergesellschaft des mehrere Tochtergesellschaften umfassenden Weber-Konzerns.
Auf diesem Gebiet gilt Weber als Weltmarktführer. Nach eigenen Angaben werden bis zu 80 Prozent des Aufschnitts in deutschen Supermärkten mit Weber-Maschinen geschnitten.

## Geschichte
Günther Weber gründete seinen Betrieb, die Weber Fleischereitechnik GmbH, am 2. Januar 1981 mit zwei Mitarbeitern im mittelhessischen Breidenbach. Zunächst verkaufte das Unternehmen Entschwartungs- und Entvliesmaschinen, sogenannte Skinner, an Fleischfabriken.
Bis 1986 entwickelte Weber den Slicer CCS 7000, eine computergesteuerte Schneidemaschine für Aufschnittwaren, die auf dem Gebiet der Fleischverarbeitung als „echte Revolution“ galt. Die Maschinen wurden nach Unternehmensangaben dann insbesondere im Bereich Automatisierung weiterentwickelt, so wurden die erzeugten Scheiben beispielsweise direkt für die Verpackungsmaschine vorbereitet oder in speziellen Präsentationsformen angeordnet.
1996 erfolgte mit der Eröffnung eines Vertriebs- und Servicebüro in Kansas City (USA) die Gründung der ersten Tochtergesellschaft. In den nächsten Jahren wurden sogenannte Interleaver (Trennfolien zwischen Käsescheiben) eingeführt sowie ein optisches Schneidesystem, das die Portionierung je nach Anteil von Löchern oder Fettstücken im Produkt automatisch anpasste.
2000 wurde ein zweites Werk in Neubrandenburg eröffnet, 2005 folgte ein weiteres Werk in Groß Nemerow. 2007 präsentierte man auf der IFFA den Weber Pick Robot, der automatisiert Portionen anrichtet oder beispielsweise Wurstscheiben auf Fertigprodukten wie Pizzen oder Sandwiches platzieren konnte.
Das Tochterunternehmen Textor Maschinenbau GmbH wurde 2011 in Wolfertschwenden gegründet. 2012 begann der Vertrieb von eigens entwickelten und gefertigten Slicer-Messern (Sichel- und Kreismesser) unter der Eigenmarke „Durablade“. Die von Weber entwickelte Maschinenbedien-Schnittstelle Weber Power Control wurde 2013 mit dem Red Dot Design Award in der Kategorie Communication Design ausgezeichnet.
2015 erwarb Weber Anteile an dem Unternehmen Wente/Thiedig GmbH aus Braunschweig, das Kamera- und Bildverarbeitungssysteme entwickelt und schon zuvor mit Weber zusammenarbeitete. 2021 wurde das Unternehmen dann vollständig übernommen. Ebenfalls 2015 zog sich Gründer Günther Weber aus dem Tagesgeschäft zurück und machte seine Söhne Tobias und Hubertus Weber zu Mitgesellschaftern. Tobias Weber war ab 2016 Mitglied der Geschäftsführung und übernahm 2018 den Vorsitz der Geschäftsführung.
Mit der Entwicklung eines Transportsystems (für Aufschnittportionen) im Jahr 2016 und dem Zusammenschluss mit dem Verpackungsmaschinenhersteller Schröder aus Werther ein Jahr später, war Weber in der Lage, eine komplette Produktionslinie vom Schneiden bis zum Verpacken anzubieten. 2018 begann der Bau für ein neues Werk für Verpackungsmaschinen in Werther. 2020 wurde eine Sprühtechnologie entwickelt, die eine nachhaltigere Alternative zu Interleaver-Folien ist und die Mindesthaltbarkeit der Produkte erhöhte.

## Produkte
Weber entwickelt und produziert Maschinen für die Lebensmittelindustrie. So werden neben Maschinen für die Produktvorbereitung (wie z. B. Pellmaschinen oder Käseblockteiler) und automatisierten Portionier- und Transportsystemen (z. B. für Aufschnittportionen, Sandwichherstellung und die Produktion von Pizzen und anderen Fertiggerichten) insbesondere verschiedene Arten von Schneidemaschinen für Fleisch- und Wurstprodukte, Käse oder vegane Aufschnittprodukte angeboten. Dazu kommen Verpackungsmaschinen. Der Großteil der Bauteile wird selbst produziert, nach Unternehmensangaben stammen nahezu alle aus Edelstahl gefertigten Teile aus einem der sechs Weber-Produktionsstätten in Deutschland.

## Unternehmensstruktur und Standorte
Die Weber Food Technology SE & Co. KG ist in Familienbesitz und wird in zweiter Generation geführt von Tobias Weber.
Das Unternehmen unterhält neben dem Sitz in Breidenbach weitere Produktionsstätten in Neubrandenburg und Groß Nemerow (Mecklenburg-Vorpommern), Werther (Nordrhein-Westfalen), Braunschweig (Niedersachsen) und Wolfertschwenden (Bayern). Insgesamt gibt es zusammen mit den Tochtergesellschaften für Vertrieb und Service 27 Standorte in 22 Ländern.

## Soziales Engagement
Weber Food Technology SE & Co. KG unterstützt unter anderem lokale Organisationen, Schulen und Kindergärten sowie Sportvereine. Auch beispielsweise während der Corona-Pandemie oder nach dem Hochwasser im Ahrtal sammelte das Unternehmen Spenden für die Opfer. Für sein gesellschaftliches Engagement wurde Gründer Günther Weber zum Ehrenbürger der Stadt Neubrandenburg ernannt; in der mecklenburgischen Stadt hatte Weber eine Stiftung zur Förderung von Kinder- und Jugendinitiativen gegründet und der örtlichen Konzertkirche 2017 eine neue Orgel gespendet.